# The Low End Theory
The Low End Theory ist das zweite Studioalbum der US-amerikanischen Hip-Hop-Gruppe A Tribe Called Quest. Es erschien am 24. September 1991 über das Label Jive Records.

## Musikstil
Das Album gilt als eine der wichtigsten Hip-Hop-Platten. Die Mischung aus spielerischen, gelegentlich komischen Texten, Alltagsmaterial, politischen Statements in Verbindung mit zum Teil live eingespielten Jazz-Elementen und ungewöhnlichen, elegant-verhaltenen Samples machte The Low End Theory zu einer weit über den Hip-Hop hinaus einflussreichen Platte.
Die Beats, über die sich die Raps von Q-Tip und Phife Dawg improvisierend und teils unerwartet versetzt legen, markierten einen entscheidenden Gegensatz zwischen dem sich entwickelnden G-Funk des West Coast Rap und dem East Coast Rap. Auf „Verses from the Abstract“ wirkte der Jazz-Bassist Ron Carter mit.

## Bedeutung der Liedtexte
Thematisch drehen sich die Texte um die Ausbeutung von Hip-Hop durch die Musikindustrie (so auf „Rap Promoter“ und „Show Business“), um Gewalt und Geschlechterverhältnis („The Infamous Date Rape“) und um Gewalt im Hip Hop („Vibes and Stuff“) wie auch um die reine, freie Schönheit der Musik („Jazz (We’ve Got)“, „Butter“).

## Bedeutung
Das Stück „Scenario“ verhalf dem Rapper Busta Rhymes, nicht zuletzt durch das Video, zum Durchbruch. Busta Rhymes war zu dieser Zeit noch Mitglied der Gruppe Leaders of the New School, strebte jedoch kurz darauf eine Solokarriere an.
The Low End Theory wurde von der Musikzeitschrift Spex seinerzeit zum wichtigsten Album des Jahres und im Jahre 2000 auf Platz 10 der 100 Platten des Jahrhunderts gewählt. Auch in anderen Wahlen und Übersichten taucht die Platte regelmäßig in den Top-100 der wichtigsten und einflussreichsten Pop-Platten auf. In den USA erreichte das Album 1995 Platin.
Das Album wurde von der Redaktion von laut.de in ihre Meilenstein-Reihe aufgenommen:

„Schlappe drei Jahre brauchen Q-Tip, Phife Dawg, Ali Shaheed Muhammad und Jarobi White – der die Truppe nach dem Debüt ‚People’s Instinctive Travels And The Paths Of Rhythm‘ verlässt – um sich im Olymp des Hip Hop ganz oben zu positionieren. Sage und schreibe drei Meilensteine erschienen in dieser kurzen Zeitspanne Anfang der 1990er. Und doch thront ein Teil dieser Trilogie über allem. Der Zweitling ‚The Low End Theory‘ sollte den Hip Hop verändern und nachhaltig prägen. Er gilt noch heute vielen als das beste Album, das das Genre zu bieten hat.“

Das Magazin Rolling Stone führt The Low End Theory auf Platz 43 der 500 besten Alben aller Zeiten und auf Platz 36 der 100 besten Alben der Neunziger. Die deutschsprachige Ausgabe des Magazins wählte das Album auf Platz 2 der 50 besten Hip-Hop-Alben.
Pitchfork Media führt The Low End Theory auf Platz 56 der 100 besten Alben der 1990er Jahre. Die Zeitschrift Spin wählte es auf Platz 32 der 90 besten Alben des Jahrzehnts.
The Low End Theory gehört zu den 1001 Albums You Must Hear Before You Die.

## Samples
Das Album enthält zahlreiche Samples aus unterschiedlichen Musikrichtungen wie Funk, Jazz und Soul. Gesampelt wurden unter anderem die Last Poets, James Brown und Jimi Hendrix.

## Titelliste
1. Excursions (Q-Tip) – 3:53
2. Buggin’ Out (Muhammed/Phife Dawg/Q Tip) – 3:38
3. Rap Promoter (Muhammed/Q Tip) – 2:13
4. Butter (Muhammad/Q Tip) – 3:39
5. Verses from the Abstract (Q Tip) – 3:59
6. Show Business (Ali/Anselm/Dechalus/Kirkland/Murphy/Q Tip) (feat. Lord Jamar, Diamond D & Sadat X) – 3:53
7. Vibes and Stuff (Phife Dawg/Q Tip) – 4:18
8. The Infamous Date Rape (Muhammad/Phife Dawg/Q Tip) – 2:54
9. Check the Rhime (Ali/Phife Dawg/Q Tip) – 3:36
10. Everything Is Fair (Ali/Anselm/Phife Dawg/Q Tip) – 2:59
11. Jazz (We’ve Got) (Ali/Phife Dawg/Q Tip) – 4:09
12. Skypager (Ali/Phife Dawg/Q Tip) – 2:13
13. What? (Q Tip) – 2:29
14. Scenario (Higgins/Jackson/Muhammad/Phife Dawg/Q Tip/Smith) (feat. Leaders of the New School) – 4:10

## Singles
Als Singles wurden „Check The Rhime“, „The Scenario“ und „Jazz (We’ve Got)“ ausgekoppelt.

## In den Charts
Billboard Music Charts (North America) – Album:
- 1991 The Billboard 200 No. 45
- 1991 Top R&B/Hip-Hop Albums No. 13

Billboard (North America) – Singles:
- 1991 Check The Rhime Hot Rap Singles Nr. 1
- 1991 Check The Rhime Hot R&B/Hip-Hop Singles & Tracks Nr. 59
- 1991 Check The Rhime Hot Dance Music/Maxi-Singles Sales Nr. 28
- 1992 Scenario The Billboard Hot 100 Nr. 57
- 1992 Jazz (We ve Got) Hot Rap Singles Nr. 19
- 1992 Scenario Hot Rap Singles Nr. 6
- 1992 Scenario Hot R&B/Hip-Hop Singles & Trackd Nr. 42
- 1997 Scenario Hot Dance Music/Maxi-Singles Sales Nr. 34